# Martine Desjardins (femme politique)
Pour les articles homonymes, voir Martine Desjardins.
Martine Desjardins (née le 4 septembre 1981 à Montréal) est une syndicaliste et femme politique québécoise. Son engagement comme militante étudiante l'a fait connaître au grand public, principalement entre 2011 et 2013. Elle a été l'une des figures médiatiques de la grève étudiante québécoise de 2012, alors qu'elle présidait la Fédération étudiante universitaire du Québec (FEUQ), une fédération étudiante fondée en 1989 et qui est devenue au fil des années le plus grand groupe étudiant au Québec, forte de ses 125 000 membres. Le 14 avril 2012, elle était réélue pour un second mandat à titre de présidente de la FEUQ, mandat qui s'est terminé le 30 avril 2013. Elle est donc la seule porte-parole à avoir été présente avant, pendant et après la grève étudiante québécoise de 2012.
Dès la fin de son engagement étudiant, elle est approchée pour commenter l'actualité au sein de différents médias québécois. Elle a occupé le poste de commentatrice politique et chroniqueuse au sein de l'émission Franchement Martineau au réseau Le Canal Nouvelles (LCN) animée par Richard Martineau. Elle a aussi été collaboratrice de Marie-France Bazzo à son émission Bazzo.TV diffusée sur les ondes de Télé-Québec. Enfin, entre octobre 2013 et février 2014, Martine Desjardins est publiée à titre de chroniqueuse et blogueuse au sein du Journal de Montréal. Parallèlement à sa carrière de chroniqueuse, elle s'engage en politique et se porte candidate lors de l'élection générale québécoise du 7 avril 2014 sous la bannière du Parti québécois.

## Biographie
Issue d'une famille de la classe moyenne de Montréal, Martine Desjardins est l'aînée de trois enfants, elle est la seule de sa fratrie à avoir accédé à l'université. Très engagée dans son milieu et dans différentes activités sociales et sportives, Martine Desjardins a, notamment, fait partie de l'équipe nationale de handball et elle a été membre de l'équipe de soccer du Vert et Or de l'Université de Sherbrooke.
C'est au collège Regina Assumpta que Martine Desjardins fait sa scolarité secondaire, pour ensuite aller obtenir son diplôme d'études collégiales (DEC) au collège de Bois-de-Boulogne en 2000. De son adolescence et de son passage au cégep, on lui reconnaît un côté studieux et tranquille.

## Parcours académique et engagement
Martine Desjardins fait son baccalauréat en sciences de l'éducation à l'Université de Sherbrooke. Elle y complétera aussi sa maîtrise, qui portait sur les motivations de grossesse à l'adolescence. Au total, elle enseignera durant cinq ans, à titre de chargée de cours, toujours à la Faculté d'éducation à l'Université de Sherbrooke. C'est aussi durant cette période qu'elle cessera sa participation à différentes équipes sportives.
En septembre 2007, elle entame son doctorat à l'Université du Québec à Montréal sur les impacts de l'engagement paternel dans l'adaptation scolaire à la Faculté des sciences de l'éducation. C'est durant cette période qu'elle amorcera son engagement au sein des associations étudiantes, d'abord à titre de vice-présidente aux cycles supérieurs en 2009 de l'Association des étudiantes et des étudiants de la Faculté des sciences de l'éducation, puis présidente de l'association en 2010. Elle se familiarisera avec la Fédération étudiante universitaire du Québec (FEUQ) et y trouvera des affinités avec son mode de fonctionnement, son discours argumenté et sa capacité de mobilisation.
En avril 2011, Martine Desjardins est élue à la tête de la FEUQ et commence son mandat le 1er mai 2011 avec comme objectif principal de faire obstacle à la hausse des frais de scolarité. En avril 2012, elle est réélue pour un second mandat au cours duquel elle terminera la campagne contre la hausse des frais de scolarité pour ensuite plancher sur la question du Sommet sur l'enseignement supérieur. C'est le 1er mai 2013 qu'elle met fin à son engagement au sein du mouvement étudiant.
Par la suite et jusqu’en février 2014, elle a été panéliste à l’émission Franchement Martineau et à Bazzo.tv en plus d’être chroniqueuse au 98,5FM avec Guy Simard et au Journal de Montréal.

### Rôle pendant la grève étudiante de 2012

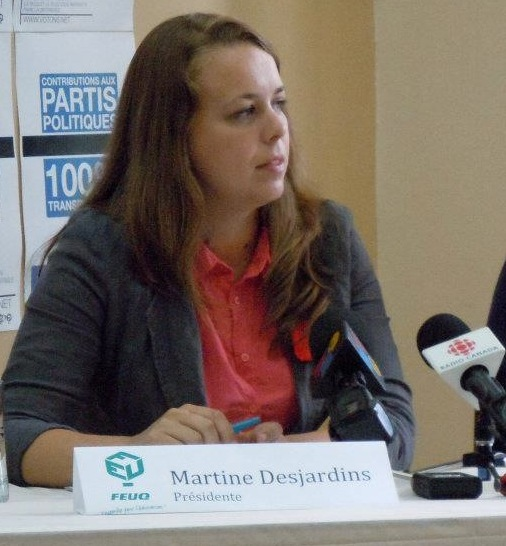
Martine Desjardins en conférence de presse le lendemain du déclenchement des élections, 2 août 2012

Son principal mandat, dès son élection à titre de présidente de la FEUQ, aura été de faire obstruction à la hausse des frais de scolarité de 1 625 $ annoncée par le gouvernement Charest. Représentant le plus grand groupe jeune du Québec, Martine Desjardins constitue l'image académique et politique du mouvement étudiant. On attribue à son leadership le maintien de la solidarité entre les associations étudiantes nationales, déjouant les tentatives de division du mouvement étudiant, notamment en acceptant d'inclure des représentants de la CLASSE au sein de la délégation de la Fédération étudiante universitaire du Québec aux tables de négociations, ce qui aura permis l'ouverture du dialogue avec Québec sans briser la solidarité du mouvement étudiant.
Alors que le gouvernement du Québec procède par des propositions unilatérales visant à conclure le conflit étudiant, Martine Desjardins rédige et présente les alternatives de la FEUQ à ces propositions, ce qui permettra à nouveau d'ouvrir le dialogue avec Québec. Encore une fois, Martine Desjardins se démarque par l'acuité de son travail académique derrière les propositions de la Fédération et confirme sa place de leader étudiante appuyée sur le discours et la rigueur intellectuelle.
La FEUQ fonctionnant selon le modèle fédératif, les associations étudiantes membres délèguent des mandats à leurs représentants pour que ceux-ci fassent avant les dossiers et les causes qui sont prioritaires. Martine Desjardins, en plus d'être porte-parole de l'organisation, en est aussi sa dirigeante et a assumé la coordination et la représentation de l'équipe de négociation de la FEUQ en plus d'intervenir dans les médias. Elle aura donc à assumer la planification, la recherche et l'exécution des différentes stratégies, tant de campagne que de négociations ainsi que les conséquences liées à celles-ci.
En juin 2012, alors que les rumeurs d'élections semblaient se concrétiser, Martine Desjardins décide faire prendre un virage crucial à son organisation, la FEUQ. Elle met en place une stratégie prête à être déployée dès l'amorce d'éventuelles élections afin de s'assurer que les étudiants auraient leur mot à dire dans la campagne et qu'ils contribueraient à défavoriser l'élection de candidat en faveur de la hausse des frais de scolarité. Multipliant les interventions publiques et talonnant les partis politiques sur leurs engagements par rapport à la jeunesse, Martine Desjardins contribue à clarifier les différentes positions concernant les enjeux qui préoccupent les étudiants.
Au lendemain des élections du 4 septembre, qui aura vu un changement de gouvernement, Martine Desjardins reçoit la confirmation de la part du bureau de la nouvelle première ministre, Pauline Marois, que le gouvernement du Parti québécois allait respecter leurs engagements formulés dans le cadre de la campagne électorale et annuler la hausse des frais de scolarité et annuler la loi 12. Dès lors, les prises de parole de Martine Desjardins changent de ton et sont moins inscrites dans une mode de confrontation. Le 20 septembre, le gouvernement du Québec annule de manière effective, par décret, la hausse des frais de scolarité. Martine Desjardins qualifie alors cette journée « d'historique », en ce sens qu'elle affirme qu'il s'agit de la plus grande victoire du mouvement étudiant. Elle usera de ces mots : « Si individuellement nous ferons les notes de bas de page, collectivement nous avons écrit un chapitre de l'histoire ! ». Elle affirmera aussi qu'il s'agit « d'une victoire pour la justice et l'équité ».
Une semaine avant la tenue du Sommet sur l'enseignement supérieur (Québec) du 25 et 26 février 2013, convoquée par le gouvernement du Québec, Pauline Marois a lâché à propos de Martine Desjardins qu'elle « serait extraordinaire » comme députée, alors qu’elle était invitée à commenter les rumeurs de son entrée au Parti québécois, alimentant les doutes et les attaques envers cette dernière. Martine Desjardins « juge que l'on a cherché un peu à atteindre la crédibilité de l'organisation, en attaquant [sa] crédibilité » et tient à rappeler qu'elle n'a pas « fait de démarche dans ce sens et [qu'elle n'a] pas été approchée (…) Toutefois que la Première ministre reconnaisse [ses] qualités, c'est toujours intéressant ».
Ce n'est qu'en mars 2014 qu'elle fera le saut en politique provinciale en se présentant pour le Parti québécois dans la circonscription de Groulx.

## Passage dans le milieu des médias
Entre mai 2013 et février 2014, elle occupe le poste de commentatrice politique et chroniqueuse au sein de l'émission Franchement Martineau au réseau Le Canal Nouvelles (LCN) animée par Richard Martineau. Elle est aussi collaboratrice de Marie-France Bazzo à son émission Bazzo.TV diffusée sur les ondes de Télé-Québec depuis le 25 septembre 2013. Enfin, en date du 1er octobre 2013, Martine Desjardins est publiée à titre de chroniqueuse et blogueuse au sein du Journal de Montréal.
Le 10 juin 2013, l'animateur Paul Arcand annonce que Mme Desjardins fera partie de la chronique d'actualité avec Mario Dumont à l'antenne de CHMP-FM 98,5 FM à Montréal. Elle sera restée en poste jusqu'au 30 août, date à laquelle Pierre Curzi la remplaça.
Le 21 février 2014, elle annonce sur les médias sociaux qu'elle a été approchée par le Parti québécois pour se présenter au scrutin provincial de 2014. Deux semaines plus tard, elle annonce sa candidature à titre de députée de la circonscription de Groulx. Après une lutte extrêmement serrée, elle termine au troisième rang avec 30,0 % des voix, derrière le caquiste Claude Surprenant avec 30,8 % des voix et la libérale Vicki Émard avec 30,2 %.
Elle poursuit son engagement en faveur de la défense de l'identité québécoise, de la langue et de la culture et devient présidente du Mouvement national des Québécoises et Québécois (MNQ) en décembre 2015. Elle succède à Gilles Laporte.

## Prix et distinctions
Martine Desjardins a été récipiendaire d'une bourse d'excellence du Fonds québécois de la recherche sur la société et la culture (FRQSC) pour son ouvrage au doctorat en août 2008.
En septembre 2012, elle reçoit l'hommage du Relais-femme pour son engagement féminin au courant de la grève étudiante québécoise de 2012. Son engagement a aussi été souligné par le Réseau international des femmes pour la démocratie et la paix qui lui a remis le Prix “Jeunesse engagée” en novembre 2013.